# Oposición (ajedrez)
|    |    |    |    |       |    |    |    |    |  |
|    | a8 | b8 | c8 | d8    | e8 | f8 | g8 | h8 |  |
| a7 | b7 | c7 | d7 | e7    | f7 | g7 | h7 |    |  |
| a6 | b6 | c6 | d6 | e6 kd | f6 | g6 | h6 |    |  |
| a5 | b5 | c5 | d5 | e5    | f5 | g5 | h5 |    |  |
| a4 | b4 | c4 | d4 | e4 kl | f4 | g4 | h4 |    |  |
| a3 | b3 | c3 | d3 | e3    | f3 | g3 | h3 |    |  |
| a2 | b2 | c2 | d2 | e2    | f2 | g2 | h2 |    |  |
| a1 | b1 | c1 | d1 | e1    | f1 | g1 | h1 |    |  |
|    |    |    |    |       |    |    |    |    |  |

En ajedrez la oposición es la condición donde se encuentran ambos reyes uno frente a otro separados por un número impar de casillas.
La importancia de la oposición es durante el final de la partida pues al bando que le corresponde jugar no puede pasar más allá de la línea (fila o columna) que separa las monarcas.
En la posición del diagrama, tocándole el turno al blanco, este no podrá ocupar ninguna casilla de las filas 5, 6, 7 u 8.
Por ejemplo (ver notación algebraica): 1.Rd4 Rd6 2. Rc4 Rc6 3.Rb4 Rb6 4.Ra4 Ra6 5. Rb3 Rb5 manteniendo la oposición el rey negro.
También se consideran tipos de oposición:
- oposición directa: donde están separados por una casilla en dirección vertical u horizontal.
- oposición diagonal: donde están separados por una casilla en dirección diagonal. El bando que la posee suele transformarla en oposición directa.
- oposición ampliada: Cuando los separa 3 o 5 escaques. Igual que la anterior su uso resulta en su transformación a directa.
- Lo anterior se omite cuando no quedan más de seis piezas el tablero.